# Liste der Naturdenkmale in Öhringen
| Naturdenkmale | Anzahl |
| ------------- | ------ |
| FND           | 2      |
| END           | 8      |
| Gesamt        | 10     |

Die Liste der Naturdenkmale in Öhringen nennt die verordneten Naturdenkmale (ND) der im baden-württembergischen Hohenlohekreis liegenden Stadt Öhringen. In Öhringen gibt es insgesamt zehn als Naturdenkmal geschützte Objekte, davon zwei flächenhafte Naturdenkmale (FND) und acht Einzelgebilde-Naturdenkmale (END).
Stand: 1. November 2016.

## Flächenhafte Naturdenkmale (FND)
| Name                                     | Bild | Kennung     | Einzelheiten          | Position | Fläche Hektar | Datum         |
| ---------------------------------------- | ---- | ----------- | --------------------- | -------- | ------------- | ------------- |
| Feldeichenhain mit begleitendem Gehölz   | BW   | 81260660007 | Öhringen              | ⊙        | 0,3           | 9. Nov. 1984  |
| Friedrichsruher Lindenallee mit Umgebung | BW   | 81260940005 | Öhringen, Zweiflingen | ⊙        | 1,6           | 10. Juni 1983 |
| Legende für Naturdenkmal                 |      |             |                       |          |               |               |

## Einzelgebilde (END)
| Name                        | Bild | Kennung     | Einzelheiten | Position | Fläche Hektar | Datum         |
| --------------------------- | ---- | ----------- | ------------ | -------- | ------------- | ------------- |
| Eichenbaumgruppe (3 Eichen) | BW   | 81260660006 | Öhringen     | ⊙        | 0,0           | 9. Nov. 1984  |
| 1 Blutbuche                 | BW   | 81260660001 | Öhringen     | ⊙        | 0,0           | 26. Apr. 1937 |
| 1 Eiche                     | BW   | 81260660003 | Öhringen     | ⊙        | 0,0           | 22. Apr. 1980 |
| 1 Eiche                     | BW   | 81260660010 | Öhringen     | ⊙        | 0,0           | 25. Mai 1992  |
| 1 Linde                     | BW   | 81260660002 | Öhringen     | ⊙        | 0,0           | 26. Apr. 1937 |
| 1 Mostbirnenbaum            | BW   | 81260660004 | Öhringen     | ⊙        | 0,0           | 21. Jan. 1982 |
| 1 Mostbirnenbaum            | BW   | 81260660008 | Öhringen     | ⊙        | 0,0           | 25. Jan. 1988 |
| 3 Eichen                    | BW   | 81260660009 | Öhringen     | ⊙        | 0,0           | 25. Jan. 1988 |
| Legende für Naturdenkmal    |      |             |              |          |               |               |